# Нортгемптоншир
Нортге́мптоншир (англ. Northamptonshire, [/nɔːˈθæmptənʃɪə]) — церемониальное неметропольное графство в центре Англии. Входит в состав региона Ист-Мидлендс. Столица и крупнейший город — Нортгемптон.
В 2015 году население составляло 723 000 человек. Округ управляется Советом графства Нортгемптоншир и 7 не столичными окружными советами. Он известен как «Роза графств».

## Топоним
После этого графство упоминается как Hamtunscire (Hamtun «усадьба» + scire=shire «графство») в Англосаксонской хронике (1011). «North» (дословно «север») добавлено для отличия Нортгемптона от Саутгемптона на юге.

## География
Общая площадь территории — 2 364 км². Граничит на востоке с Кембриджширом, на юго-востоке с Бедфордширом, на юге с Бакингемширом, на юго-западе с Оксфордширом, на западе с Уорикширом, на северо-западе с Лестерширом, на севере с Ратлендом.
Самая высокая точка округа — Арбери-Хилл — находится на высоте 225 метров (738 футов).

## История
Первые поселения относятся к палеолиту, мезолиту и неолиту. Приблизительно в 500 году до н. э. железный век начался с приходом сюда с континента людей гальштатской культуры. В I веке до н. э. современная территория Нортгемптоншира стала частью владений племени катувеллаунов из белгов.
Римляне в 43 году подчинили катувеллаунов и проложили через местность дорогу Уотлинг-стрит, основали ряд поселений.
После ухода римлян Нортгемптон стал административным центром англосаксонского королевства Мерсия. Мерсийцы приняли христианство в ок. 654 году, после смерти языческого короля по имени Пенда. С приблизительно 889 года территория завоёвана данами и вошла в состав Денло. Уотлинг-стрит служил границей, пока в 917 году не был захвачен англичанами при уэссекском короле Эдуарде Старшем, сыне Альфреда Великого. В 940 году Нортгемптоншир опустошили викинги из Йорка, а в 942 году контроль вернули англичане.
Для Вильгельма Завоевателя построен в этих краях Рокингемский замок (англ.), использовавшийся в качестве королевской крепости до времён Елизаветы I. Во время Войны роз в битве при Нортгемптоне (1460) пленён Генрих VI. В замке Фотерингей провела свои последние дни Мария Шотландская перед своей казнью.
Джон Вашингтон (англ.) — прапрадед первого президента США Джорджа Вашингтона иммигрировал из Нортгемптоншира в Виргинию в 1656 году. Его предок Лоуренс руководил Нортгемптоном и, вероятно, приобрёл Салгрейв-мэнор (англ.) в 1539 году для Генриха VIII.
Нортгемптоншир славился чистым воздухом до начала индустриализации в XVIII—XIX веках.

## Административное деление
В состав графства входят 7 районов:
|  | 1. Саут-Нортгемптоншир 2. Нортгемптон 3. Давентри 4. Уэллингборо 5. Кеттеринг 6. Корби 7. Ист-Нортгемптоншир |

## Население
В 2015 году население составляло 723 000 человек.

## Достопримечательности
- Элторп — фамильное поместье графского рода Спенсеров.
- Boughton House
- Аббатство St Mary de la Pré
- Рокингем Мотор Спидвей — гоночная трасса
- Сильверстоун (трасса)
- Замок Эшби (Castle Ashby) маркизов Нортгемптон